# Норвежский кинофестиваль
Норвежский международный кинофестиваль (норв. Den norske filmfestivalen, англ. The Norwegian International Film Festival) — ежегодный международный кинофестиваль, проходящий в августе в норвежском городе Хёугесунн. Он аккредитован Международной федерацией ассоциаций кинопродюсеров, как один из четырёх неконкурсных кинофестивалей игрового кино. Фестиваль проводится с 1973 года. В рамках кинофестиваля вручается кинопремия «Аманда».

## Участие в фестивале
Участие в фестивале ограничено. В нем могут участвовать только кинопрофессионалы, представители средств массовой информации и официальные представители местных и общенациональных органов государственного управления. Аккредитация для участия должна быть завершена до конца июня.